# Mafeteng
Mafeteng je grad u zapadnom Lesotu. Sjedište je istoimenog kotara. Nalazi se 70 km južno od glavnog grada Maserua i 10-ak km istočno od granice s Južnoafričkom Republikom, na cesti koja povezuje Maseru s Aliwal Northom u JAR-u. Leži na visoravni, na oko 1650 mnm.
Naselje je osnovano krajem 19. stoljeća. Danas se ovdje nalaze značajna tekstilna i farmaceutska industrija. Početkom 2013. otvoren je novi športski kompleks Leshoboro Seeiso, na kojem domaće utakmice igra lokalni nogometni klub FC Bantu Mafeteng.
Mafeteng je 2006. imao 32.148 stanovnika, čime je bio treći grad po veličini u državi.